# Eduardo Castro
Eduardo Castro (Eduardo Castro Almanza; * 1. Mai 1954) ist ein ehemaliger mexikanischer Mittel- und Langstreckenläufer.
1977 gewann er bei den Leichtathletik-Zentralamerika- und Karibikmeisterschaften Silber über 1500 m und Bronze über 800 m und 1978 Silber bei den Zentralamerika- und Karibikspielen über 1500 m.
1979 holte er bei den Zentralamerika- und Karibikmeisterschaften Silber über 800 m und wurde bei den Panamerikanischen Spielen in San Juan Vierter über 1500 m.
Bei den Zentralamerika- und Karibikmeisterschaften 1981 und den Zentralamerika- und Karibikspielen 1982 gelangen ihm Doppelsiege über 1500 m und 5000 m.
1983 triumphierte er bei den Panamerikanischen Spielen in Caracas über 5000 m und wurde erneut Vierter über 1500 m.
Bei den Olympischen Spielen 1984 in Los Angeles erreichte er über 5000 m das Halbfinale.
Bei den Crosslauf-Weltmeisterschaften kam er 1982 in Rom auf Platz 87 und 1984 in East Rutherford auf Platz 29.

## Persönliche Bestzeiten
- 800 m: 1:48,1 min, 27. Juli 1980, Mexiko-Stadt
- 1500 m: 3:38,85 min, 14. Juli 1981, Ciudad Bolívar
- 5000 m: 13:30,59 min, 25. Mai 1984, Bratislava